# Ilgabradai

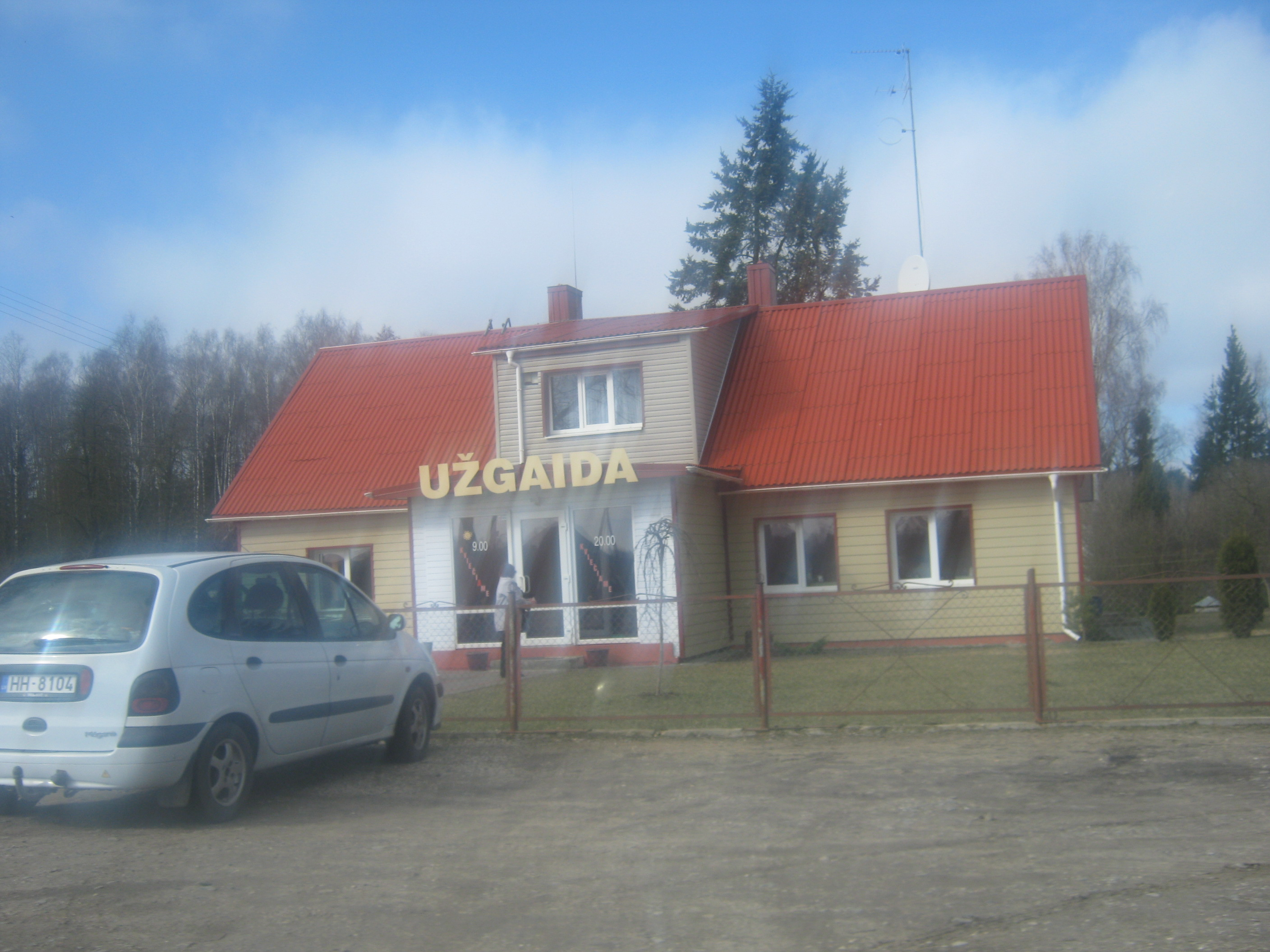
Ilgabradai

Ilgabradai ist ein Dorf mit 41 Einwohnern (Stand 2011) in Litauen. Es liegt im Amtsbezirk Šilai, im Osten der Rajongemeinde Jonava (Bezirk Kaunas), 12 Kilometer von der Mittelstadt Jonava, 6 km von Šilai, 25 km von  der Stadt Ukmergė. Es ist das Zentrum des Unteramtsbezirks Ilgabradai (Ilgabradų seniūnaitija) mit 151 Einwohnern. Die Postleitzahl ist LT-55109. 1959 lebten im damaligen sowjetlitauischen Dorf 61 Einwohner.